# Derek Graham
Derek Graham (Derek Austin Graham; * 3. September 1941) ist ein ehemaliger britischer Mittel- und Langstreckenläufer.
Bei den Olympischen Spielen 1964 in Tokio schied er über 5000 Meter im Vorlauf aus.
Im Jahr darauf gewann er beim Cross der Nationen für das gesamtirische Team startend Silber.
1966 gewann er beim Cross der Nationen für das gesamtirische Team startend Silber. Für Nordirland startend wurde er bei den British Empire and Commonwealth Games in Kingston Fünfter im Meilenlauf und Achter über drei Meilen. Bei den Europameisterschaften in Budapest kam er über 5000 Meter auf den vierten Platz.
Am 2. Mai 1970 stellte er in Belfast mit 1:03:53 h eine Weltbestzeit im Halbmarathon auf. Bei den British Commonwealth Games in Edinburgh wurde er über 5000 und 10.000 Meter jeweils Zwölfter.

## Persönliche Bestzeiten
- 1 Meile: 3:59,24 min, 20. August 1966, London
- 5000 m: 13:41,42 min, 3. August 1968, London
- 10.000 m: 29:00,2 min, 18. Juli 1970, Edinburgh
- Halbmarathon: 1:03:53 h, 2. Mai 1970, Belfast